# Klaudia Kusińska
Klaudia Kusińska (ur. 22 lutego 1993) – polska tenisistka stołowa. Córka tenisisty stołowego Marcina Kusińskiego, wnuczka tenisisty stołowego Janusza Kusińskiego.

## Osiągnięcia
- Potrójna złota medalistka Ogólnopolskiej Olimpiady Młodzieży Kadetek (w grze pojedynczej, w grze podwójnej w parze z Magdaleną Szczerkowską i w grze mieszanej w parze z Jakubem Dorocińskim) (Ostróda 2006)
- Złota medalistka Polish Youth Open w kategorii kadetek w turnieju drużynowym (Cetniewo 2006)
- Srebrna medalistka Mistrzostw Europy Kadetek w grze podwójnej w parze z Magdaleną Szczerkowską (Sarajewo 2006)
- Srebrna medalistka Ogólnopolskiej Olimpiady Młodzieży Kadetek w grze pojedynczej oraz złota w grze podwójnej w parze z Magdaleną Szczerkowską (Dobrzeń Wielki 2007)
- potrójna medalistka Polish Youth Open - brąz w grze pojedynczej, srebro w grze podwójnej i grze drużynowej (wraz z Mają Krzewicką (Cetniewo 2008)
- Podwójna brązowa medalistka Mistrzostw Europy Juniorek - w grze podwójnej w parze z Magdaleną Szczerkowską i w turnieju drużynowym (wraz z Magdaleną Szczerkowską, Roksaną Załomską, Mają Krzewicką i Katarzyną Ślifirczyk) (Praga 2009)
- Złota medalistka Mistrzostw Polski Seniorów w grze podwójnej w parze z Magdaleną Szczerkowską z 2013 roku